# Mi Cautivo
Mi Cautivo es una localidad peruana ubicada en el distrito de Castilla, perteneciente a la provincia y departamento de Piura, al norte del Perú. 

## Ubicación
Mi Cautivo se ubica al centro de la provincia de Piura, en el distrito de Castilla, en el departamento de Piura.

## Demografía
En 2017 Mi Cautivo tenía una población de 5 habitantes.